# Татабања
Татабања (мађ. Tatabánya) је значајан град у Мађарској, смештен у северном делу државе. Татабања је управно средиште жупаније Комаром-Естергом.
Град има 70.003 становника према подацима из 2012. године.

## Географија
Град Татабања се налази у северном делу Мађарске. Од престонице Будимпеште град је удаљен 55 километара северозападно и то је престоници најближи значајнији град у држави. Са Будимпештом је повезан добрим саобраћајним везама (магистрална пруга Будимпешта — Беч, савремени ауто-пут М1).
Град Татабања се налази у северном побрђу Панонске низије и у близини града су планине Вертеш и Герече. Град нема реку, али је Дунав близу (20 km северно). Клима у граду је умерено континентална.

## Историја
Татабања је релативно млад град за услове Мађарске, али је подручје града насељено још од праисторије и било је важно и у средњем веку и у доба Османлија и Хазбурга.
Развој градског насеља сеже у 19. век и почетак ископавања угља на овом месту. Ово је условило раст пар села у овом делу и њихову урбанизацију. Тек 1947. године четири велика села су се сјединила у град Татабању. После тога дошло је до наглог раста града, будући да је развој тешке индустрије и рударства у време комунизма био водиља развоја земље. Међутим, падом комунизма пре две деценије и све већим испошћавањем рудника градска привреда је почела пропадати и град је почео губити становништво. Ова криза траје и дан-данас, а узданица боље будућности је близина Будимпеште.

## Становништво
По процени из 2017. у граду је живело 65.849 становника.
| 1990.  | 2001.  | 2011.  | 2017.  |
| ------ | ------ | ------ | ------ |
| 74.277 | 72.962 | 67.753 | 65.849 |

Становништво чине махом Мађара. Већина становништва су католици.

## Партнерски градови
- Ален
- Бенђин
- Крајстчерч
- Ферфилд
- Ижевск
- Одорхеју Секујеск
- Пазарџик